# Marie-Laure Dougnac
Marie-Laure Dougnac (Lione, 1º febbraio 1962) è un'attrice, doppiatrice, regista e scrittrice francese.

## Biografia
Attiva soprattutto nel campo del doppiaggio, è la voce ufficiale francese delle attrici Liv Tyler, Ally Walker, Kellie Martin e Kelly Rowan, così come lo è molto spesso anche di Kristen Wiig, Jennifer Jason Leigh, Heather Graham e Laura Allen.

## Filmografia

### Attrice
- Delicatessen, regia di Jean-Pierre Jeunet e Marc Caro (1991)
- Au Petit Marguery, regia di Laurent Bénégui (1993)
- Mo, regia di Yves-Noël François (1995)

### Doppiatrice

#### Cinema
- Liv Tyler ne Il Signore degli Anelli - La Compagnia dell'Anello, Il Signore degli Anelli - Le due torri, Il Signore degli Anelli - Il ritorno del re, Jersey Girl, The Strangers, L'incredibile Hulk, Space Station 76

- Jennifer Jason Leigh in Kansas City, In the Cut, Morgan, Annientamento, Cocaine - La vera storia di White Boy Rick

- Gwyneth Paltrow in Sydney, Obsession, Anniversary Party

- Hope Davis in The Matador, L'imbroglio - The Hoax, Real Steel

- Kristen Wiig in Friends with Kids, Zoolander 2, Downsizing - Vivere alla grande

- Renée Zellweger in Jerry Maguire, La voce dell'amore

- Bridget Fonda in Soldi sporchi, Lake Placid

- Heather Graham in Killing Me Softly - Uccidimi dolcemente, Sesso, bugie e... difetti di fabbrica

##### Film d'animazione
- Nausicaä della Valle del vento
- I sospiri del mio cuore
- Team America: World Police

#### Televisione

##### Film TV
- Kellie Martin in Doppia vita, doppia morte, Ossessione letale, Un principe per mamma, I Married Who?, The Christmas Ornament, Cara Viola

- Kelly Rowan in Greenmail, Otto giorni per la vita, Au nom de ma fille

- Cynthia Preston in Dead at 17, A Woman's Rage, A Sister's Secret

#### Serie TV
- Ally Walker in Profiling, E.R. - Medici in prima linea, Jarod il camaleonte, Law & Order - Unità vittime speciali, CSI - Scena del crimine, Boston Justice, Tell Me You Love Me - Il sesso. La vita, Sons of Anarchy

- Kelly Rowan in Boomtown, The O.C., Perception, Castle

- Laura Allen in 4400, Dirt, Law & Order - Unità vittime speciali, Grey's Anatomy

- Kellie Martin in, E.R. - Medici in prima linea, La libreria del mistero, Law & Order - Unità vittime speciali

- Tracy Middendorf in Beverly Hills 90210, JAG - Avvocati in divisa, Scream

- Renée O'Connor in Xena - Principessa guerriera, Hercules
- Lourdes Benedicto in NYPD - New York Police Department, Law & Order - Unità vittime speciali

- Kelly Collins Lintz in Surface - Mistero dagli abissi, One Tree Hill

- Mary Elizabeth Ellis in The Grinder, Santa Clarita Diet

- Jane Adams in Hung - Ragazzo squillo, Twin Peaks

#### Serie animate
- L'isola del tesoro
- Occhi di gatto
- Le Superchicche
- PPG Z - Superchicche alla riscossa
- Mr. Baby
- Archer

## Teatro
- La main passe di Georges Feydeau, prodotto da Gildas Bourdet, Théâtre national de Chaillot, Théâtre Comédia (2000)